# Vadivelu

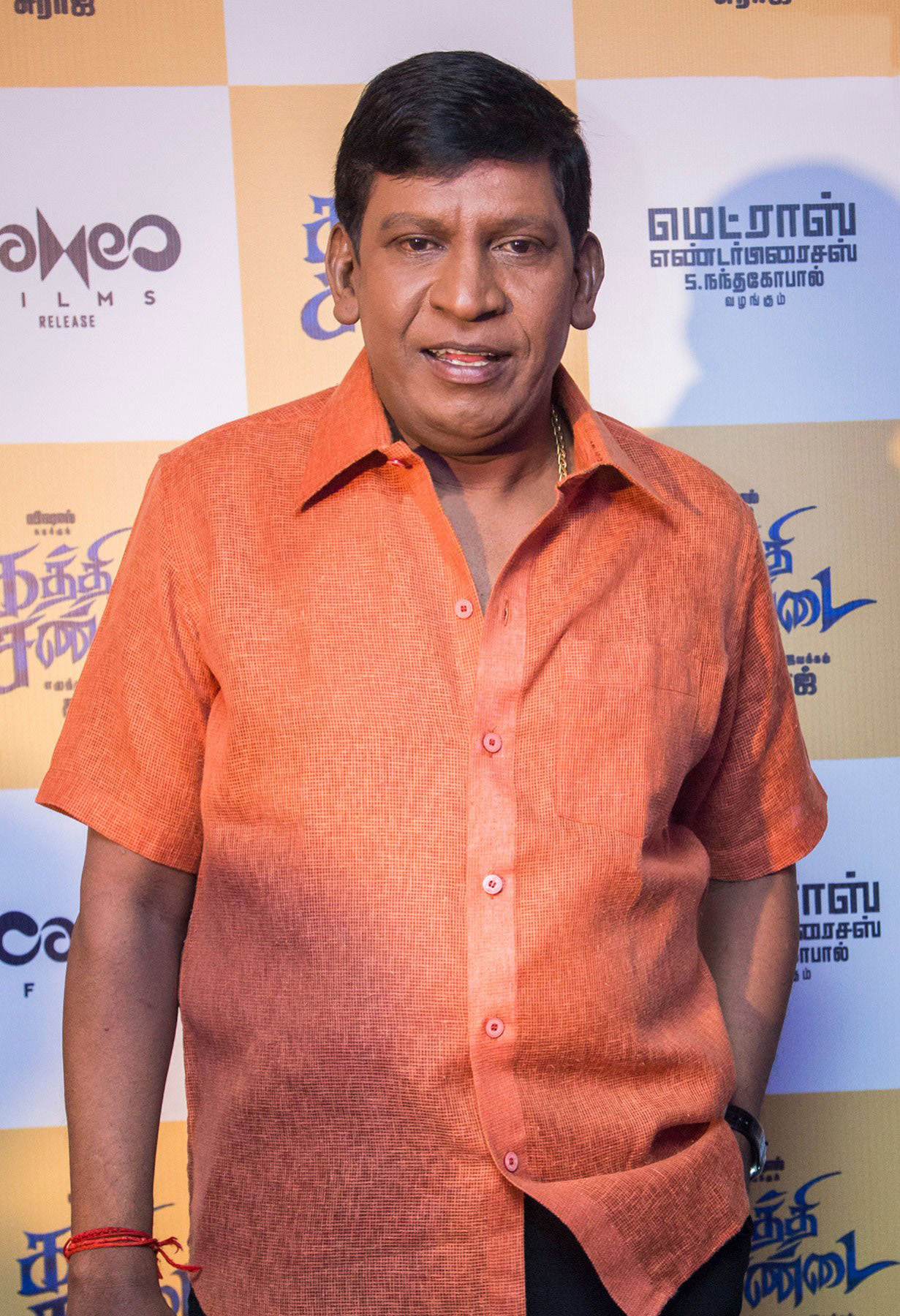
Vadivelu, 2016

Vadivelu, eigentlich Kumaravadivel Natarajan (* 10. Oktober 1960 in Madurai, Tamil Nadu), ist ein indischer Schauspieler und Komiker des tamilischen Films.

## Leben
Vadivelu wuchs in einer dörflichen Umgebung im Süden des Landes in Madurai auf. Sein Spitzname lautet Vaigai Puyal (der Vaigai-Sturm, benannt nach dem Fluss Vaigai) und meint, dass er alles wie ein Sturm zerstört. Er begann als sogenannter Sidekick des bekannten Goundamani-Senthil-Comedyduos. Sein Durchbruch im Film erfolgte 1994 mit einer Hauptrolle in dem Streifen Kadhalan. Inzwischen war er in nahezu 100 Filmen zu sehen.

## Filmografie (Auswahl)
- 1988: En Thangai Kalyani
- 1994: Kadhalan
- 1995: Aanazhagan
- 1995: Ellaame En Raasa Thaan
- 1995: Muthu
- 1997: Porkkalam
- 1999: House Full
- 1999: Sangamam
- 1999: Thodarum
- 2001: Maayi
- 2004: Arul
- 2005: Chandramukhi
- 2006: Thambi
- 2006  Thalai Nagaram
- 2008: Seval
- 2009: Aadhavan
- 2010: Kacheri Arambam
- 2010: Sura
- 2011: Kavalan the Bodyguard

## Auszeichnungen
Er gewann mehrere Preise, unter anderem den Filmfare Awards South und Tamil Nadu State Film Awards.